# Timmy Göransson
Timmy Göransson (17 luglio 1988) è un giocatore di football americano svedese che milita nel ruolo di runningback negli Ystad Rockets e nella nazionale svedese.
Ha iniziato a giocare negli Ystad Rockets, trasferendosi poi ai Limhamn Griffins e da questi agli Örebro Black Knights; da qui è passato ai Mean Machines, per poi tornare ai Black Knights (e agli Ystad Rockets, che coi Black Knights hanno dal 2022 un accordo di farm team).
Nel 2021 è diventato vicecampione europeo con la nazionale svedese.